# Jean-Philippe Baratier

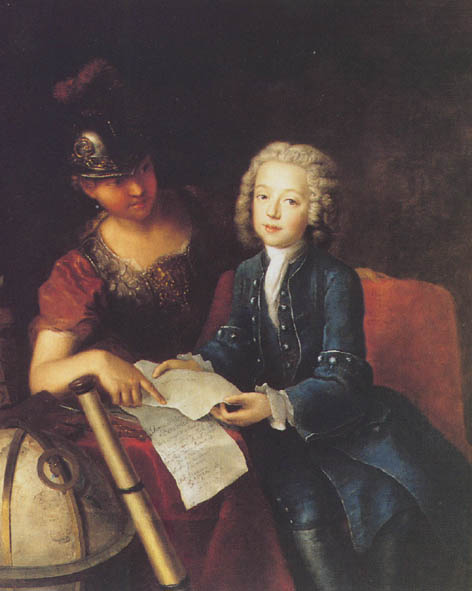
Jean-Philippe Baratier mit Minerva, Ölgemälde von Antoine Pesne, angefertigt im Auftrag der preußischen Königin Sophie Dorothea, 1735

Jean-Philippe Baratier (auch Johann Philipp Baratier; * 19. Januar 1721 in Schwabach; † 5. Oktober 1740 in Halle (Saale)) war ein Wunderkind und Sprachgenie. Er war Mathematiker, Historiker und Orientalist und galt als enzyklopädisches Genie, das Schriften auf zahlreichen Gebieten veröffentlichte.

## Leben
Jean-Philippe Baratier wurde 1721 im – nicht erhaltenen – alten Pfarrhaus in der Friedrichstraße in Schwabach geboren und zog mit seiner Familie sechs Wochen später in das Haus Boxlohe 9 um. Er war der Sohn von François Baratier (1682–1751), dem hugenottischen Pastor der Französischen Kirche von Schwabach, und dessen Frau Anne Charles.
Mit 4 Jahren sprach er bereits Deutsch und Französisch, mit 5 beherrschte er Latein, mit 7 Griechisch und Hebräisch. Später kamen Chaldäisch, Syrisch, rabbinisches Hebräisch (Mittelhebräisch), Arabisch und Niedersächsisch hinzu. Der Vater François Baratier beschrieb die induktiven, oft spielerischen „Methoden der Unterrichtung“ seines Sohnes bereits 1726/27 ausführlich in Briefen an einen „Herrn A.“ und an seinen Stettiner Amts-„Bruder“ Paul Émile de Mauclerc (1698–1742). Der Ansatz wurde in der zeitgenössischen Pädagogik der frühen Aufklärung als „Methodus Lockio-Baratieriana“ diskutiert. Seit 1727, als er 6 Jahre alt war, stand Jean-Philippe Baratier in einem umfangreichen Briefwechsel mit Jean Henry Le Maître, der über 200 dieser Briefe besaß.
Aufsehen erregte Jean-Philippe Baratier mit seiner Übersetzung eines hebräischen Reiseberichts aus dem Mittelalter, den er mit eigenen Kommentaren versah. Er beschäftigte sich mit Büchern der Rabbiner und der Geisteswissenschaft, worüber er im Alter von 10 Jahren mehrere Werke verfasste. In seinem 11. Lebensjahr wurde „Jo. Philippus Baratier Swabaco Francus“ am 5. Juni 1731 in die Matrikel der Nürnberger Universität Altdorf eingeschrieben. Eine spätere Randnotiz stellte ausdrücklich fest: „NB. Dieses ist das gelehrte Kind. 10 Jahr alt“. Seine erste bekannte wissenschaftliche Veröffentlichung (1733) – ein ursprünglich an Jean Henry Le Maître gerichteter Brief – datiert vom 20. August 1731. Drei Briefe Baratiers an den Professor für Logik und Metaphysik, ab 1730 für Morgenländische Sprachen und Theologie Jakob Wilhelm Feuerlein in Altdorf und fünf Briefe an den Astronomen Christfried Kirch in Berlin sind erhalten.
Baratier studierte Astronomie und Mathematik und entdeckte einige Rechenwege. Er fand eine Methode zur Bestimmung des Längengrades im Meer durch Kombination von Ephemeriden des Mondes mit der Position eines Fixsterns. Jean-Philippe Baratier reichte seinen Vorschlag im Februar 1735 bei der Royal Society ein, die ihn allerdings nicht für originell genug und auf schwankenden Schiffen für wenig praktikabel hielt. 1735 zog seine Familie nach Halle, wo Baratier sich am 8. März immatrikulierte und am 9. März in einer Disputation mit Johann Joachim Lange den Magister Artium erwarb. Im Alter von 14 Jahren ging er Mitte März 1735 für sechs Wochen an den Königshof nach Potsdam und wurde als auswärtiges Mitglied in die Berliner Akademie aufgenommen.
In Halle studierte Jean-Philippe Baratier auf Wunsch des Königs Friedrich Wilhelm I. in Preußen Rechtswissenschaft und begann eine rege publizistische Tätigkeit. Er belegte Vorlesungen und Kollegs der Juristen Johann Peter von Ludewig, Justus Henning Boehmer, Johann Gottlieb Heineccius und Simon Peter Gasser. Einer seiner Schwerpunkte war das Studium und die enzyklopädische Aufbereitung  des Wissens der Welt. Sein Wissen und seine Erkenntnisse publizierte er in Zeitungen, Zeitschriften und Büchern.
Baratier verfasste gleichzeitig eine Studie zum öffentlichen Recht, der Literatur und der Antike und hat diese auch gleich ins Lateinische, Hebräische und Französische übersetzt. Das Archiv der Pariser Académie des sciences führt in den Manuskriptregistern von 1738 für den 30. April die Präsentation eines Berichts von Cassini und Dortous de Mairan über ein Memoir von Baratier.
Der ursprüngliche Bericht wird im Sitzungsdatensatz aufbewahrt. In den Thesen von Baratier ging es um Methoden zur Ermittlung von Brechungen, der Schräglage der Ekliptik und der Erstellung astronomischer Tabellen.
Baratier starb 1740 im Alter von 19 Jahren an Krebs. Der Prorektor der Universität Johann Juncker veröffentlichte eine akademische Gedenkschrift zu seiner Beisetzung am 9. Oktober.
Sein Leben wurde 1741/55 von Johann Heinrich Samuel Formey im Buch „La Vie de Mr. Jean-Philippe Baratier“ festgehalten.
Kanzler Johann Peter von Ludewig, der Baratier in seinem eigenen Familiengrab hatte beisetzen lassen, fragte in einem Panegyrikus schon am 10. Oktober 1740 in den Wöchentlichen Hallischen Anzeigen, ob nicht „vieler Menschen Seele, … mit Verstand und Willen begabt, … eben so geschwind und frühzeitig zu gleichmäßiger Weisheit und Erkänntniß gelangen könne“, und forderte „die Natur und Geister-Gelehrte auf, eine hinlängliche und begreifliche Ursache anzuzeigen, wie dergleichen Wunder, in einen so kleinen Cörper geschehen mögen“. Der Hallenser Professor für Medizin und Physik Michael Alberti hielt daraufhin angeborene Eigenschaften – „durch die natürliche Fortplanzung (propagatio) geerbet“ –, göttliche Gabe und „guten Unterricht (educatio)“ für die wesentlichen Faktoren.
Anlässlich des 300. Geburtstags Baratiers im Januar 2021 ehrten das Kulturamt und die Bürgerstiftung der Stadt Schwabach in einer Vortragsreihe das Wirken des Universalgelehrten, der mit seinen wissenschaftlichen Erkenntnissen und seinem enzyklopädischen Wissen die damalige Welt in Erstaunen versetzte, und stellten vor der Franzosenkirche eine Sitzbank mit einer Bronzeskulptur Baratiers auf.
„Johannes Philippus Baraterius“ stand mit dem Werk Disquisitio Chronologica de successione antiquissima Episcoporum Romanorum seit 1748 auf dem Index librorum prohibitorum.

## Werke
- Lettre sur une Nouvelle Edition de la Bible Hébraïque, Chaldaïque & Rabbinique = Lettre du Sr. Jean Philippe Baratier à Monsieur La Maitre, Pasteur de L’Eglise Françoise de Schwobach … A Schwabach le 20. Août 1731.[36] In: Bibliothèque germanique ou Histoire littéraire de l’Allemagne de la Suisse et des Pays du Nord 26 (1733), S. 1–46 (Digitalisat der Bayerischen Staatsbibliothek München), (Google-Books)
- (Übersetzer und Hrsg.) Voyages de Rabbi Benjamin Fils de Jona de Tudele. en Europe, en Asie & en Afrique, depuis l’Espagne jusqu’ à la Chine. Band I und II Dissertations historique et critique. Amsterdam 1734[37][38] (Google-Books und Google-Books)
  - (Rezensionsartikel) o. V.: Voyages de Rabbi Benjamin fils de Jona de Tudele, en Europe, en Asie & en Afrique, depuis l’Espagne jusqu’ à la Chine. In: Bibliothèque germanique ou Histoire littéraire de l’Allemagne de la Suisse et des Pays du Nord 30 (1734), S. 115–134 (Digitalisat der Bayerischen Staatsbibliothek München), (Google-Books).
- Conspectus Canonis Scripturae Sacrae Ecclesiastici[39] quo unico intuitu patet; Quinam, aquibus, quove tempore Libri Canonici vel Recepti aut recensiti, Omissi, Dubie positi, vele canone Exclusi fuerunt. Homann, Nürnberg 1734 (Digitalisat der Sächsischen Landesbibliothek – Staats- und Universitätsbibliothek Dresden)
- Anti-Artemonius seu Initium evangelii Sancti Johannis Apostoli, ex antiquitate ecclesiastica adversus iniquissimam L. M. Artemonii[40] Neo-Photiniani Criticam, vindicatum atque illustratum … Cui in fine accedit Dissertatio de Dialogis tribus vulgo Theodorito tributis.[41][38] Johann Friedrich Rüdiger, Nürnberg 1735[42] (Google-Books)
  - (Rezensionsartikel) o. V.: Anti-Artemonius seu Initium Evangelii S. Johannis  …  In: Bibliothèque germanique ou Histoire littéraire de l’Allemagne de la Suisse et des Pays du Nord 33 (1735), S. 134–144 (Digitalisat der Bayerischen Staatsbibliothek München)
- Fragment d’une Lettre … du 29. Mars 1734. In: Bibliothèque germanique ou Histoire littéraire de l’Allemagne de la Suisse et des Pays du Nord 33 (1735), S. 144–157 (Digitalisat der Bayerischen Staatsbibliothek München)
- (mit Johann Joachim Lange) Theses philosophicae inaugurales variae, quas consensu amplissimi Philosophorum Ordinis in Academia Fridericiana, ad diem VIIII. Martii, Anni MDCCXXXV. praeside Joanne Joachimo Langio, matheseos et philosophiae Professore publico ordinario, Societatis Regiae Borussicae Scientiarum Sodali, pro obtinendis in philosophia honoribus summis publicae eruditorum disquisitioni subjiciet auctor respondens Joannes Philippus Baraterius, Swobaco-Francus. Christian Hendel, Halle 1735 (Digitalisat der Universitäts- und Landesbibliothek Sachsen-Anhalt)
- (Beiträger) Epigramme, Textbeginn Tu parois donc enfin, …. In: Michael Alberti, Johann Daniel Schnapper:[43] Dissertatio Inauguralis Medica, De Hysterergia Medica. Von der Nach-Cur. Johann Christian Hendel, Halle 1736, S. 38f (Digitalisat der Österreichischen Nationalbibliothek Wien)
- Lettre … sur deux Ouvrages attribués à St. Athanase.[44] In: Bibliothèque germanique ou Histoire littéraire de l’Allemagne de la Suisse et des Pays du Nord 40 (1737), S. 80–100 (Digitalisat der Bayerischen Staatsbibliothek München)
- (Übersetzung mit Hinzufügung einer eigenen Abhandlung) Johann Peter von Ludewig: Défense de la monarchie sicilienne ou les droits du roi des deux Siciles sur son clergé, Repris depuis leur premiere origine et justifiez contre les exceptions de la Cour de Rome, Ouvrage traduit de l’Allemand de Mr. J. P. De Ludewig par J. Ph. Baratier, qui a ajoute une
Histoire abregee de la controverse entre la Pape Clement XI et les Rois des deux Siciles. o. O. [Halle] 1738
- Historische Betrachtung über eine besondere Müntze des Kaͤysers C. Caligulae.[45] In: Johann Peter von Ludewig (Hrsg.): Gelehrte Anzeigen, in alle Wissenschaften, so wol geistlicher als weltlicher, alter und neuer Sachen. Band II. Johann Gottlob Bierwirth, Halle 1739, S. 934–938 (Google-Books)
- De Règles suivant lesquelles les Romains donnoient la Dignité Proconsulaire.[46] In: Bibliothèque germanique ou Histoire littéraire de l’Allemagne de la Suisse et des Pays du Nord 45 (1739), S. 159–180 (Digitalisat der Bayerischen Staatsbibliothek München), (Google-Books)
- Dissertation sur quelques Ecrites de Theodoret Évêque de Cyr.[47][38] In: Bibliothèque germanique ou Histoire littéraire de l’Allemagne de la Suisse et des Pays du Nord 48 (1740), S. 50–99 (Digitalisat der Bayerischen Staatsbibliothek München)
- Disquisitio chronologica de successione antiquissima episcoporum Romanorum inde a Petro usque ad Victorem … Accedunt quatuor Dissertationes, Duae de Constitutionibus Apostolicis dictis, Una de scriptis Dionysii Pseud-Areopagitae, & Una de annis Agrippae Junioris Judaeorum Regis. Stephan Neaulmé, Utrecht 1740 (Google-Books)